# Łożysko przyrośnięte

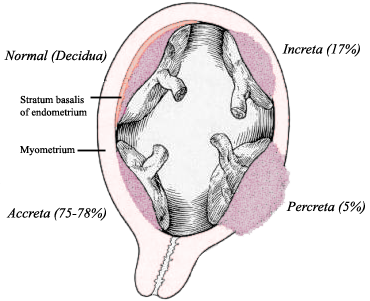
Typy łożyska przyrośniętego

Łożysko przyrośnięte (łac. placenta accreta) – ciężkie powikłanie ciąży polegające na częściowym przechodzeniu kosmków łożyska przez doczesną mięśniową. 
W zależności od stopnia penetracji trofoblastu do tkanek matczynych, wyróżnia się kilka podtypów tej patologii:
- Łożysko przyczepione (placenta adherens)
- Łożysko przyrośnięte (placenta accreta, placenta accreta vera), gdy kosmki łożyska przechodzą przez doczesną gąbczastą i dochodzą do mięśniówki macicy, ale do niej nie wnikają
- Łożysko wrośnięte (placenta increta), gdy kosmki wrastają w mięsień macicy
- Łożysko przerośnięte (placenta percreta), gdy kosmki przechodzą przez całą grubość mięśnia macicy i docierają do otrzewnej, niekiedy dochodząc nawet do sąsiadujących z macicą narządów, np. pęcherza moczowego[1].